# لوئیس مک‌منوس
لوئیس مانوئل مک‌مَـنوس (زاده ۳۱ مه ۱۸۹۸ - درگذشته ۱۷ آوریل ۱۹۶۸) مهندس تلویزیون، ویرایشگر فیلم و طراح آمریکایی در ده‌های ۱۹۳۰ و ۱۹۴۰ بود. شهرت او بیشتر به سبب طراحی تندیس جایزه امی و نماد آکادمی هنر و علوم تلویزیونی بود.
در طول دهه ۱۹۳۰ مک‌مَـنوس مشغول ویراستاری و ویرایش بسیاری از فیلم‌های کوتاه بود. از جمله این فیلم‌ها شامل لورل و هاردی و کارکترهای ماباند بود. علاوه بر ویرایش او طراح عنوان کارت‌های بسیاری از فیلم‌ها بود. مک‌مَـنوس در سال ۱۹۴۸ یک مجسمهٔ امی برای کار خود را در طراحی جایزهٔ امی دریافت کرد.